# 薩波索阿區
6°56′01″S 76°46′20″W / 6.9335°S 76.7721°W
薩波索阿區（西班牙語：Distrito de Saposoa），是秘魯的一個區，位於該國中北部聖馬丁大區的瓦亞加省，面積545.4平方公里，海拔高度307米，2005年人口10,806，人口密度每平方公里20人。